# 콘트라바순

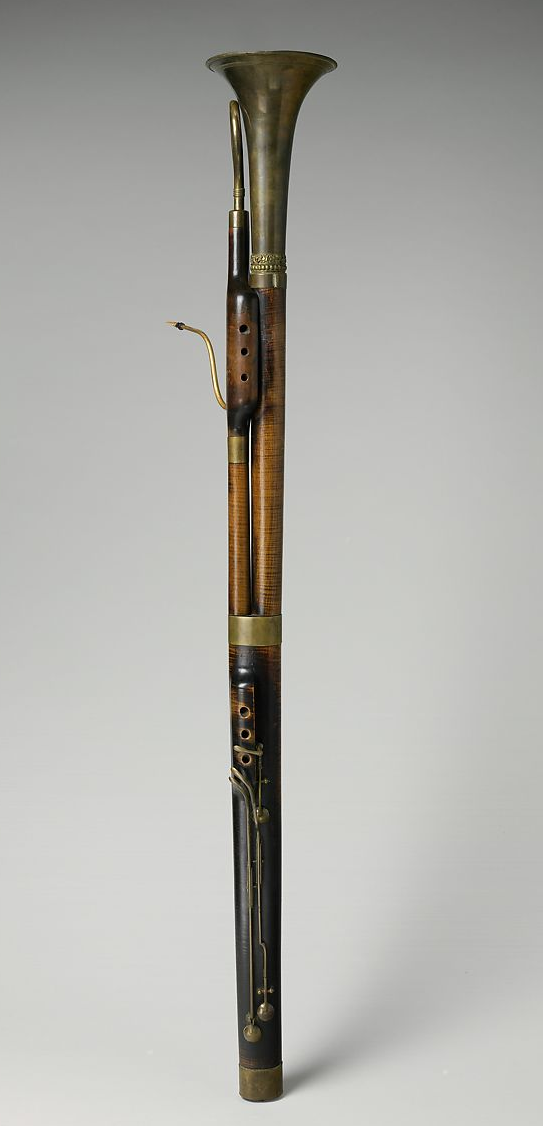
19세기 전반에 비엔나에서 제작 된 콘트라 바순

콘트라바순(Contrabassoon) 또는 콘트라파곳(독일어: Kontrafagott) 또는 더블바순은 바순보다 음이 낮은 악기이다.
관의 전길이는 약 6m나 되며, 바순보다 음넓이가 전체적으로 1옥타브 낮다. 무겁게 울리는 낮은음넓이는 콘트라베이스를 강화하기도 하며, 다른 관악기 무리의 낮은음으로 쓰인다. 그리하여 오늘날의 오케스트라에서는 극히 중요한 악기로 되어 있다. 이탈리아어의 파곳에는 '묶음'이라는 뜻이 있으며, 2개의 관을 묶은 꼴에서 이 이름이 생겼다고 하지만 그 발전한 역사는 확실하지 않다. 겹서(double reed)이며 굽은 관악기는 16세기에는 이미 있었으며 '파곳' 또는 '바순'이라고 불렸다. 17세기에는 현재의 파곳을 닮은 것이 있어서 베네치아 악파의 G.가브리엘 등에 의하여 오케스트라에 쓰였다. 고전파의 시대에는 다만 낮은음을 보강하는 역할을 벗어나 모차르트, 베토벤 등에 의하여 독자적 기능을 가진 악기로서 쓰였고, 오케스트라에서도 그 지위가 확립되었다. 앞서 말한 바와 같이 음빛깔과 구조가 불가분하기 때문에 개량의 시도는 거듭 실패하였고, 따라서 큰 혁신적인 발명 없이 오늘에 이르렀다. 그러나 키의 수는 점차 늘어나 19세기 초엽에는 15개의 키를 가진 것이 제작되었다. 바순은 양손 10손가락을 모두 써서 키와 구멍을 조작한다. 즉 이면에도 7개의 키와 구멍이 있고, 대부분의 목관 악기에서 악기를 받치는 데 쓰이는 오른손의 엄지손가락도 그 조작에 쓰인다. 트크는 원칙적으로 싱글로서, 스타카토는 특히 우수한 효과를 발휘한다. 음빛깔은 낮은음, 중간음역에서 특히 아름답고 높은음역은 일반적으로 쓰이지 않는다.